# Fossalta di Portogruaro
Fossalta di Portogruaro is een gemeente in de Italiaanse provincie Venetië (regio Veneto) en telt 5962 inwoners (31-12-2004). De oppervlakte bedraagt 31,6 km², de bevolkingsdichtheid is 189 inwoners per km².
De volgende frazioni maken deel uit van de gemeente: Alvisopoli, Fratta, Gorgo, Sacilato, Villanova.

## Demografie
Fossalta di Portogruaro telt ongeveer 2218 huishoudens. Het aantal inwoners steeg in de periode 1991-2001 met 2,9% volgens cijfers uit de tienjaarlijkse volkstellingen van ISTAT.
| Jaar | Inwoneraantal |
| ---- | ------------- |
| 1991 | 5681          |
| 2001 | 5843          |

## Geografie
Fossalta di Portogruaro grenst aan de volgende gemeenten: Morsano al Tagliamento (PN), Portogruaro, San Michele al Tagliamento, Teglio Veneto.